# René van Heusden
René van Heusden (auch Renato genannt; * 2. August 1888 in Beverst bei Bilzen; † 22. März 1958 in Elisabethville) war ein belgischer Ordensgeistlicher, Missionar und römisch-katholischer Bischof.

## Leben
Nachdem er in die Ordensgemeinschaft der Salesianer Don Boscos eingetreten war und Philosophie und Theologie studiert hatte, musste er am Ersten Weltkrieg teilnehmen. Nachdem er aufgrund einer Verletzung aus dem Kriegsdienst entlassen worden war, ging er 1916 als Missionar nach Belgisch-Kongo, heute Demokratische Republik Kongo. Er wurde zum Meister des Kollegs in Elisabethville ernannte, schloss seine theologischen Studien ab und wurde am 19. September 1919 in Kapstadt zum Priester geweiht. 
Von 1920 bis 1928 war er Direktor in Kiniama, dann bis 1934 in La Kafubu. Von 1927 an war er Inspektor der Schulen in der apostolischen Präfektur. 1945 wurde er zum Provikar von Bischof Joseph Sak ernannt. Nach dessen Tod wurde er am 13. Februar 1947 zum Apostolischen Vikar von Sakania und zum Titularbischof von Cariana ernannt. Am 11. Juni 1947 spendete ihm der Bischof von Lüttich, Louis-Joseph Kerkhofs, in Lüttich die Bischofsweihe. Mitkonsekratoren waren der Apostolische Vikar von Nord-Katanga, Georges Joseph Haezaert CSSp, und der Apostolische Vikar von Boma, Jozef Vanderhoven CICM.